# Phoenix Suns 1973-1974
La stagione NBA 1973-1974 fu la 6ª stagione della storia dei Phoenix Suns che si concluse con un record di 30 vittorie e 52 sconfitte nella regular season, il 4º posto nella Pacific Division, e l'8º posto nella Western Conference.
La squadra non riuscì a qualificarsi per i playoff del 1974.

## Draft
| Giro | Scelta | Giocatore   | Posizione  | Nazionalità | Università/Club |
| ---- | ------ | ----------- | ---------- | ----------- | --------------- |
| 1    | 8      | Mike Bantom | ala grande | Stati Uniti | Saint Joseph's  |

## Regular season
| Squadra                | V  | P  | %    | GB |
| ---------------------- | -- | -- | ---- | -- |
| Los Angeles Lakers     | 47 | 35 | 57,3 | -  |
| Golden State Warriors  | 44 | 38 | 53,7 | 3  |
| Seattle SuperSonics    | 36 | 46 | 43,9 | 11 |
| Phoenix Suns           | 30 | 52 | 36,6 | 17 |
| Portland Trail Blazers | 27 | 55 | 32,9 | 20 |

## Play-off
Non qualificata

## Roster
| N° | Naz.                   | Ruolo | Sportivo         | Anno | Alt. | Peso |
| -- | ---------------------- | ----- | ---------------- | ---- | ---- | ---- |
| 5  | Stati Uniti (bandiera) | GA    | Dick Van Arsdale | 1943 | 196  | 95   |
| 11 | Stati Uniti (bandiera) | G     | Clem Haskins     | 1943 | 191  | 88   |
| 14 | Stati Uniti (bandiera) | GA    | Keith Erickson   | 1944 | 196  | 88   |
| 16 | Stati Uniti (bandiera) | AC    | Lamar Green      | 1947 | 201  | 95   |
| 20 | Stati Uniti (bandiera) | A     | Corky Calhoun    | 1950 | 201  | 95   |
| 24 | Stati Uniti (bandiera) | A     | Bill Chamberlain | 1949 | 198  | 85   |
| 24 | Stati Uniti (bandiera) | A     | Joe Reaves       | 1950 | 196  | 95   |
| 25 | Stati Uniti (bandiera) | G     | Gary Melchionni  | 1951 | 188  | 84   |
| 31 | Stati Uniti (bandiera) | C     | Bob Christian    | 1946 | 208  | 116  |
| 33 | Stati Uniti (bandiera) | GA    | Charlie Scott    | 1948 | 196  | 79   |
| 40 | Stati Uniti (bandiera) | AC    | Mike Bantom      | 1951 | 206  | 91   |
| 41 | Stati Uniti (bandiera) | C     | Neal Walk        | 1948 | 208  | 100  |
| 42 | Stati Uniti (bandiera) | AC    | Connie Hawkins   | 1942 | 203  | 95   |
| 45 | Stati Uniti (bandiera) | A     | Jim Owens        | 1950 | 196  | 91   |

## Staff tecnico
- Allenatore: John MacLeod
- Vice-allenatore: Dennis Price
- Preparatore atletico: Joe Proski

### Arrivi/partenze
Mercato e scambi avvenuti durante la stagione:
Arrivi
| N° | Naz. | Ruolo | Sportivo |  | Alt. |  |
| -- | ---- | ----- | -------- |  | ---- |  |

Partenze
| N° | Naz.                   | Ruolo | Sportivo       |  | Alt. |  |
| -- | ---------------------- | ----- | -------------- |  | ---- |  |
| 24 | Stati Uniti (bandiera) | AP    | Joe Reaves     |  |      |  |
| 42 | Stati Uniti (bandiera) | AG    | Connie Hawkins |  |      |  |

## Premi e onorificenze
- Dick Van Arsdale incluso nell'All-Defensive Second Team
- Mike Bantom incluso nell'All-Rookie Team